# Sukhoj Su-2
Sukhoj Su-2 (russisk: Сухой Су-2) er et en-motorers rekognoscerings- og let bombefly, der blev udviklet i Sovjetunionen og benyttet i begyndelsen af 2. verdenskrig. Det var det første fly, der blev udviklet af den sovjetiske flydesigner Pavel Sukhoj på egen hånd. Det grundlæggende design af Su-2 blev senere opgraderet med en bedre motor og bevæbning og testet under navnet Su-4, men blev aldrig sat i produktion.
Flyet blev indsat i kamp i 2. verdenskrig, men led store tab til Tysklands Luftwaffe og blev hurtigt taget ud af produktion og frontlinjetjeneste. 

## Udvikling
I 1936 gav Josef Stalin ordre til, at der til flystyrkerne skulle udvikles et kampfly, der kunne fungere som rekognosceringsfly og som herefter fra luften kunne angribe de identificerede mål. Flyet fik kodenavnet Ivanov. På dette tidspunkt arbejdede Pavel Sukhoj på Andrej Tupolevs konstruktionsbureau, Tupolev OKB, og han udarbejdede et design til Ivanov under Tupolevs ledelse. 
Resultatet blev flyet ANT-51, der fløj første gang den 25. august 1937 med Mikhail Gromov som testpilot. Flyet var udstyret med en 610 kW (820 hk) kraftig Sjvetsov M-62 luftkølet stjernemotor og opnåede under testflyvningerne en hastighed på 403 km/t ved 4.700 m højde. Resultatet blev anset for skuffende, men da designet blev anset for sundt, blev det besluttet at udstyre flyet med en kraftigere motor, og tests blev genoptaget med en 746 kW (1.000 hk) Tumanskij M-87-motor. Med denne motor opnåede flyet en hastighed på 468 km/t i 5.600 m højde, hvilket blev anset for acceptabelt, hvorefter flyet blev sat i produktion som BB-1 (Blizjnij Bombardirovsjtjik; russisk: Ближний Бомбардировщик — "Kort rækkevidde bombefly"). I 1940 fik flyet navnet Su-2 og den upålidelige M-87-motor blev erstattet med en Tumanskij M-88. Den nye udgave med en M-88B-motor nåede 512 km/t under tests.
Su-2 var fremstillet af flere forskellige materialer. Skroget var delvist selvbærende (monocoque-struktur) med træspær og krydsfiner-overflade. Vingerne var en konstruktion af duraluminium og stål med stofbetrukne trækstangsaktiverede rorflader. Piloten og skytten var beskyttet af 9 mm panser. Understellet kunne trækkes op, inklusive halehjulet.

## Operativ historie
Der blev fremstillet 910 Su-2'ere frem til 1942, men allerede ved indledningen af Den Store Fædrelandskrig i 1941 var flyet forældet og for dårligt bevæbnet. I kamp mod det tyske Luftwaffe led Su-2'erne store tab, og Sovjetunionens luftvåben mistede hurtigt 222 fly. Fra 1942 blev flyet trukket tilbage fra frontlinien, hvor det blev erstattet af bombeflyene Iljusjin Il-2, Petljakov Pe-2 og Tupolev Tu-2. Su-2 fik herefter roller som trænings- og rekognosceringsfly. Grundet Sovjetunionens store mangel på kampfly under krigen blev flyet dog til tider brugt som jagerfly i nødstilfælde.

## Versioner
Su-2
To-sædet let bomber, rekognosceringsfly, oprindeligt betegnet BB-1.
ShB (russisk: ШБ)
En planlagt jagerbomber med en M-88- motor, modificeret understel, der roterede 90° før end det blev trukket op i vingen (som det amerikanske Curtiss P-40). Bombelasten blev forøget til 600 kg. Udviklet i 1940, men ikke sat i produktion, da flyets rolle blev overtaget af Iljusjin Il-2.
Su-4
En opgraderet version, oprindeligt planlagt til at blive udstyret med en Urmin M-90-motor med 1.565 kW (2.100 hk), men senere udstyret med en Sjvetsov M-82 (nogle Su-2 var også udstyret med M-82). På grund af mangel på duraluminium var de strukturelle dele af vingerne af træ og krydsfiner. Bevæbningen i vingerne var ændret til fire 7,62 mm SjKAS maskingeværer og to 12,7 mm Berezin UB-maskingeværer. En prototype blev bygget og testet, men denne forbedrede version blev ikke sat i produktion.

## Brugere
- Sovjetunionens luftvåben (VVS)

## Eksterne links
- Wikimedia Commons har flere filer relateret til Sukhoj Su-2
- Su-2 from WINGS PALETTE Arkiveret 21. oktober 2018 hos  Wayback Machine
- Su-2 from Avia press Arkiveret 21. oktober 2018 hos  Wayback Machine
- "Sukhoi Su-2". Sukhoi Company Museum. Arkiveret fra originalen 16. juli 2011. Hentet 2011-07-12.
- Dokumentar på YouTube